# Johannes Hegetschweiler

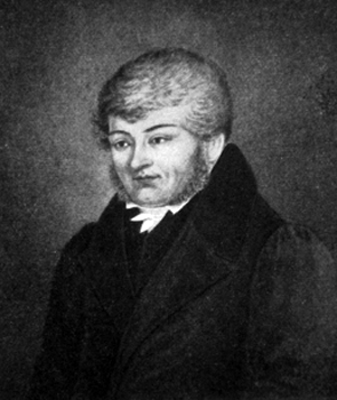
Johannes Hegetschweiler

Johannes Hegetschweiler (* 14. Dezember 1789 in Rifferswil; † 9. September 1839 in Zürich) war ein Schweizer Mediziner, Botaniker und Politiker. Sein offizielles botanisches Autorenkürzel lautet «Hegetschw.» Er ist der Schwiegervater des Landschaftsarchitekten Leopold Karl Theodor Fröbel.

## Leben und Wirken
Johannes Hegetschweiler ist als Sohn eines Chirurgen und Landwirts in Rifferswil bei Zürich aufgewachsen. Sein jüngerer Bruder war der Arzt und Statthalter Jacob Hegetschweiler (1795–1860). Johannes besuchte als Jugendlicher die Kantonsschule in Aarau, studierte zunächst Medizin in Zürich und dann von 1809 bis 1812 an der Universität Tübingen. Dort hörte er auch Vorlesungen in Naturwissenschaften, wobei besonders der Anatom, Zoologe und Physiologe Carl Friedrich von Kielmeyer grossen Einfluss auf ihn hatte. In Tübingen wurde er 1812 mit einer Arbeit über die Gewürzlilien (Scitamineae) zum Dr. med. promoviert.
1813 erhielt er eine Anstellung als Oberarzt an einem Militärlazarett, das die Österreicher bei ihrem Durchmarsch durch die Schweiz in Rheinau errichtet hatten, erkrankte an Flecktyphus und wirkte nach seiner Genesung von 1814 bis 1831 als Arzt in Stäfa am Zürichsee.
In seiner freien Zeit sammelte und beobachtete er Pflanzen in der freien Natur und kultivierte in seinem Garten kritische Arten (Pflanzenarten, die in unterschiedlichen Modifikationen auftraten) unter verschiedenen Standortsbedingungen. Sein besonderes Interesse galt der alpinen Vegetation, die er bei zahlreichen Bergtouren erkundete, so unter anderem im Gebiet des Tödi, den er 1819, 1829 und 1822 zu besteigen versuchte.
Zwar misslang ihm die Erstbesteigung des Tödi, dafür brachte er genaue topografische Aufnahmen, Höhenmessungen, Beobachtungen über Schneegrenze und Gletscher sowie Beschreibungen der nivalen Pflanzenwelt mit von seinen Touren zurück. Vor allem richtete er wiederum seinen Blick auf schwierige Pflanzentaxa (vor allem die Gattungen Veronica, Gentiana, Salix und Hieracium), von denen er eine Reihe von Unterarten und Formen beschrieb. Nach seiner Ansicht werden die Unterschiede durch eine «Concentration der Einflüsse der Aussenwelt … meist Wirkungen von mehr oder weniger Licht, Schatten, Feuchtigkeit und Tröckne, Fette und Magerkeit des Bodens etc.» hervorgerufen. Je nach der Stärke der Umwelteinflüsse bilden sich nach seiner Ansicht «Deflexe; bey geringern Spuren des Eindrucks – Spielarten; bei tiefern, dauernden – Abarten; und im höchsten Grade sogar Halbspecies, wenn ein der Urform conträrer Factor permanent einwirkt, wie z. B. Schatten auf eine ursprüngliche Lichtform».
1822 fügte er einer Neuausgabe der «Flora helvetica» von Johann Rudolph Suter (1766–1827) eine pflanzengeografische Übersicht sowie eine Reihe neuer Arten und Fundorte bei. 1825 erschien eine Zusammenfassung seiner Beobachtungen, die er im Tödi-Gebiet gemacht hatte. Ab 1838 veröffentlichte er seine grosse «Flora der Schweiz», die nach seinem Tode von Oswald Heer vollendet wurde. Sie umfasst 2889 Pflanzen, Unterarten mitgerechnet. Bemerkenswert ist seine Schrift über diese Geschichte eines langen Weges, der nicht zum angestrebten Ziel führte und sich dennoch lohnte, die er formal an Schriften Goethes anlehnte und von diesem als «unser Schweizer Freund» bezeichnet wurde. Auf Wunsch Goethes dokumentierte er in seiner Schrift die Entwicklung der Gletscher im Tödi-Gebiet.
Neben seiner Leidenschaft für die Botanik ist Hegetschweiler als Politiker in die Schweizer Geschichte eingegangen. Von seinen Mitbürgern gewählt, sass er von 1830 bis 1839 im Grossen Rat und von 1831 bis 1839 im Regierungsrat des Kantons Zürich, wo er sich unter anderem um die Neuanlage des Botanischen Gartens auf dem Bollwerk zur Katz verdient gemacht hat.
Als gemässigter Liberaler lehnte er 1839 die Berufung des freigeistigen schwäbischen Theologen David Friedrich Strauss an die Universität Zürich ab. Als am 6. September 1839 der bewaffnete Landsturm in Zürich auftauchte und es zu Strassenkämpfen, dem «Züriputsch», kam, wollte Hegetschweiler vermitteln, wurde in den Kopf geschossen und starb wenige Tage später an den Folgen dieser Verletzung.

## Gedenken

### Gedenkstein

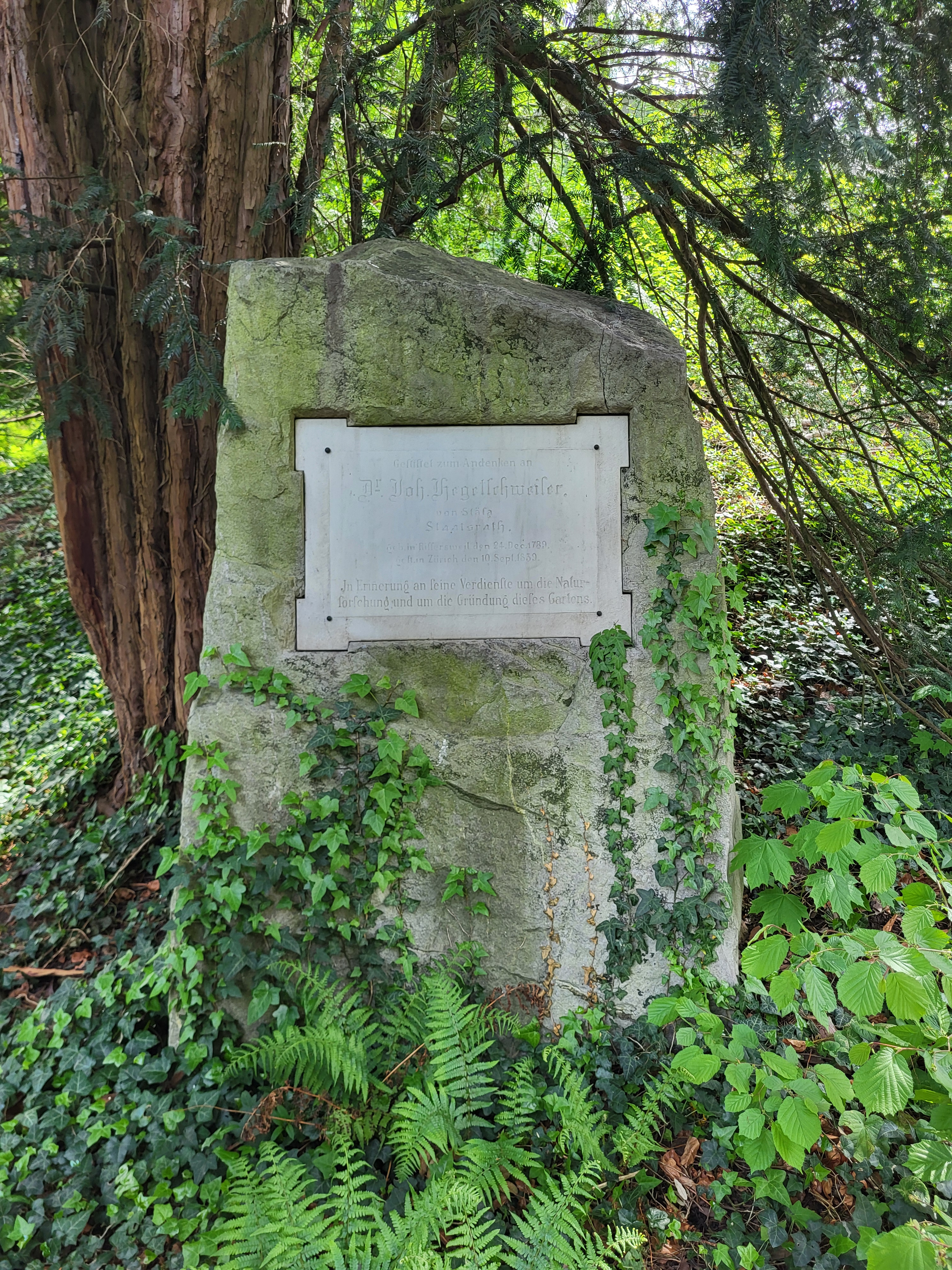
Der Gedenkstein für Hegetschweiler im Alten Botanischen Garten Zürich

Verwandte und Verehrer Hegetschweilers beantragten etwa 40 Jahre nach seinem Tod, ihm im Alten Botanischen Garten in Zürich ein Denkmal setzen zu dürfen. Der Erziehungsrat bewilligte das Gesuch im November 1880. Die Einweihung fand am 16. April 1882 im Beisein einiger Verwandter, Freunde und Beamten statt.
Das Denkmal steht in der Alpenanlage des Gartens und besteht aus einem Kalkblock aus Bad Ragaz, in den eine Marmortafel mit folgender Inschrift eingelassen ist:

«Gestiftet zum Andenken an
Dr. Joh. Hegetschweiler
von Stäfa
Staatsrath.
Geb. in Riffersweil den 24. Dec. 1789.
Gest. in Zürich den 10. Sept. 1839.
In Erinnerung an seine Verdienste um die Natur-
forschung und um die Gründung dieses Gartens.»

### Dedikationsnamen
Oswald Heer benannte zu Hegetschweilers Ehren die Hochlandweide Salix hegetschweileri. Auch eine Flechtenart, Bacidia hegetschweileri (Hepp) Vainio, wurde nach ihm benannt. Ihm zu Ehren ist auch eine Pflanzengattung, Hegetschweilera Heer & Regel, aus der Familie der Hülsenfrüchtler (Fabaceae) benannt worden.

## Schriften
- Flora der Schweiz. Fortgesetzt und herausgegeben von Oswald Heer. Schulthess, Zürich 1840 (e-rara).